# Fabian Kissler
Fabian Kissler (* 15. Juni 1981 in Krems an der Donau) ist ein österreichischer Fernsehmoderator.

## Leben
Nach dem begonnenen Publizistik- und Politikwissenschaft-Studium an der Universität Wien arbeitete Kissler im Jahr 2001 zunächst als freier Mitarbeiter für den ORF, wechselte nach einem Jahr als freier Redakteur zur Tageszeitung Der Standard und begann im Jahr 2004 als Videojournalist beim PULS 4-Vorgänger, dem Stadtsender PULS TV. Seit 2006 ist er abwechselnd mit Florian Danner Moderator der AustriaNews im Café-Puls-Frühstücksfernsehen von ProSieben Austria, SAT.1 Österreich und PULS 4. Wenn Kissler nicht vor der Kamera steht, führt er als Chef vom Dienst Regie beim Frühstücksfernsehen Café Puls. Außerdem präsentierte Kissler regelmäßig das PULS 4-Magazin "Stadtreport". Fabian Kissler hat den Lehrgang für Qualitätsjournalismus an der Donau-Universität Krems 2011 als Master of Arts abgeschlossen.
Im Juni und Juli 2012 moderierte Fabian Kissler in Vertretung für Norbert Oberhauser das PULS 4 Wissensmagazin WIFF! Österreich.